# خرموش حشره‌خوار تاپولائو
خرموش حشره‌خوار تاپولائو (نام علمی: Rhynchomys tapulao) نام یک گونه از سرده خرموش‌های حشره‌خوارمانند است.